# Pittermännchen

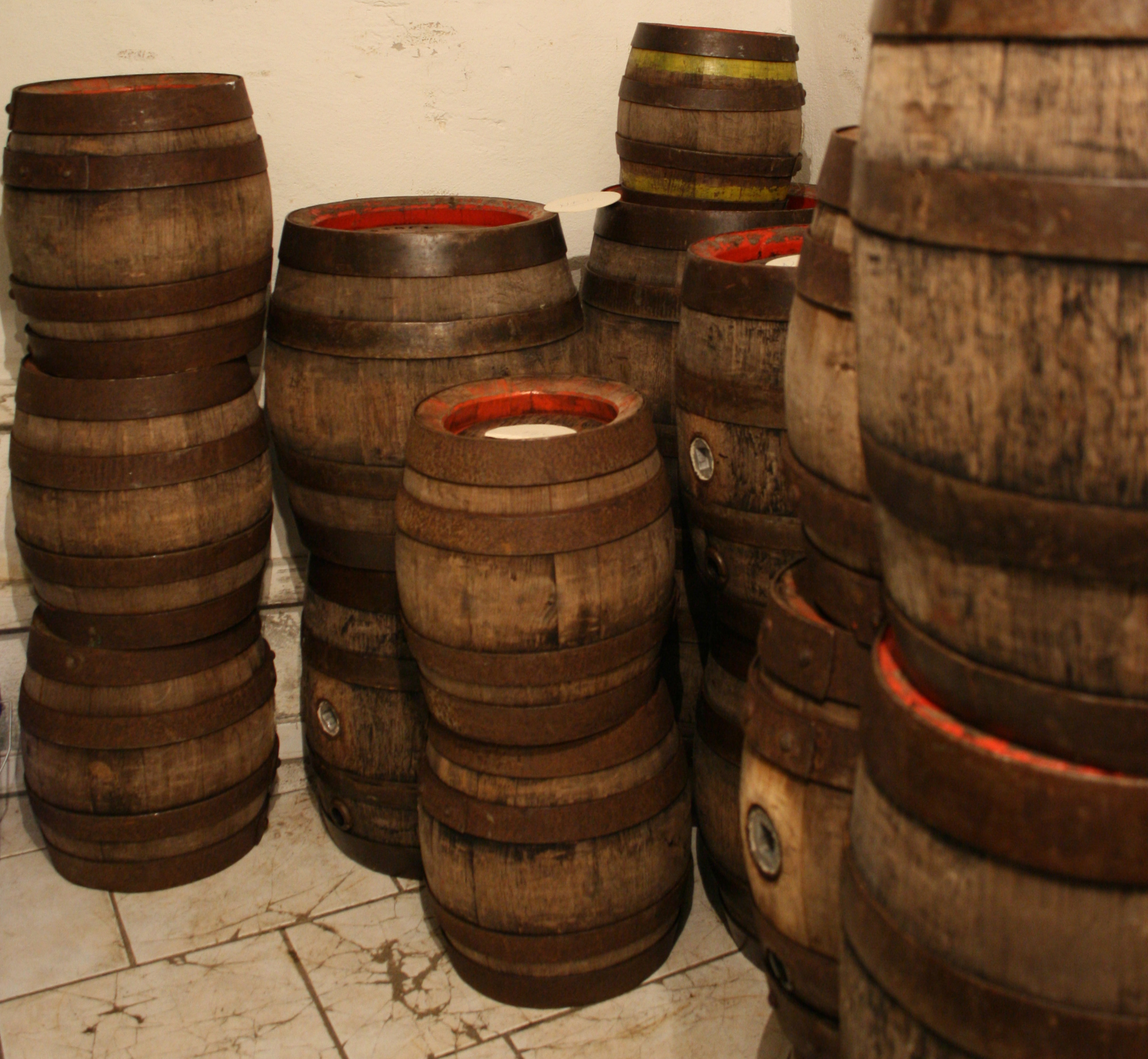
Pittermännchen aus Holz

Ein Pittermännchen ist ein 10-Liter-Kölschfass. Es ist im Kölner Raum ein beliebtes Mitbringsel und kann häufig auch in der Kneipe bestellt werden. Das Pittermännchen wird vom Köbes entweder auf den Tisch oder auf einen eigenen Bock gestellt. Dort können die Gäste selbst ihr Kölsch zapfen. Das Pittermännchen hat sich als handliche Darreichungsform bewährt, da es problemlos von einer Person getragen werden kann. Es kommt daher im Gegensatz zu größeren unhandlichen Fässern auch bei privaten Feiern regelmäßig zum Einsatz.
Pittermännchen sind Pfandfässer, und es gibt sie mittlerweile von einigen Brauereien auch selbstkühlend. Entgegen dem ursprünglichen Wortsinn, dass es sich um ein „kleines Fass“ handelt, gibt es heute sogar Fässer bis 50 Liter unter der Bezeichnung Pittermännchen oder Pitter auf dem Markt.

## Namensherkunft
Der Name kommt möglicherweise vom Vornamen Peter, auf Kölsch „Pitter“. Eine Legende sagt, dass der Vatertag in Köln früher am 29. Juni, dem Namenstag von Peter und Paul gefeiert worden sei, und aus der Tradition, am Vatertag auf „Männertouren“ ein kleines Fass Bier zu trinken, sei der Name „Pittermännchen“ entstanden. Allerdings ist die Reihenfolge umgekehrt, der Brauch entstand deutlich später, wohl erst nach dem Zweiten Weltkrieg, und fand nie am Tag von Peter und Paul statt. Es wird noch eine Anzahl weiterer Legenden und vermuteter Etymologien erzählt, von denen höchstwahrscheinlich keine zutrifft.
Am wahrscheinlichsten ist die Herleitung aus dem zwischen Koblenz und Xanten verbreiteten Pitter- als Vorsilbe für etwas Kleines, von dem es auch größere Varianten gibt, vergleiche dazu unter etlichen anderen auch das Pittermesser oder Pitterken (auch: Peterchen) als Bezeichnung für ein kleines Küchenmesser. Es wird verschiedentlich eine Verbindung zwischen dem französischen Wort petit (klein) und dieser Verwendung von „Pitter“ vermutet, die aber bisher nicht gesichert belegt ist. „Pittermännchen“ war seit dem 16. Jahrhundert als Bezeichnung für verschiedene kleine Silbermünzen gebräuchlich: unter anderem für eine kurtrierische Scheidemünze mit dem Bildnis des heiligen Petrus, Wert 5–6 Pfennige, eine Aachener Silbermünze von 4 Pfennig bis Anfang des 19. Jahrhunderts, und zwei kleine, besonders dünne preußische Münzen von 20 und 25 Pfennig bis 1860 und 1880.

## Weitere Verwendungen des Namens
Es gibt etliche Lokale mit dem Namen „(Em/Zum) Pittermännche(n)“ und mindestens eine Weinlage.